# Лендакис, Андреас
Андреас Лендакис (греч.  Ανδρέας Λεντάκης; Аддис-Абеба, Эфиопия, 1935 — Афины, Греция, 20 марта 1997) — греческий политик, писатель, журналист, публицист, историк, деятель студенческого и антидиктаторского движения.
Ему был посвящён цикл песен композитора Микиса Теодоракиса — «Песни Андреаса».
Трижды был мэром афинского муниципалитета Имиттос. В 1977 году возглавил Единую демократическую левую партию (ЭДА).

## Биография

### Детство в Эфиопии

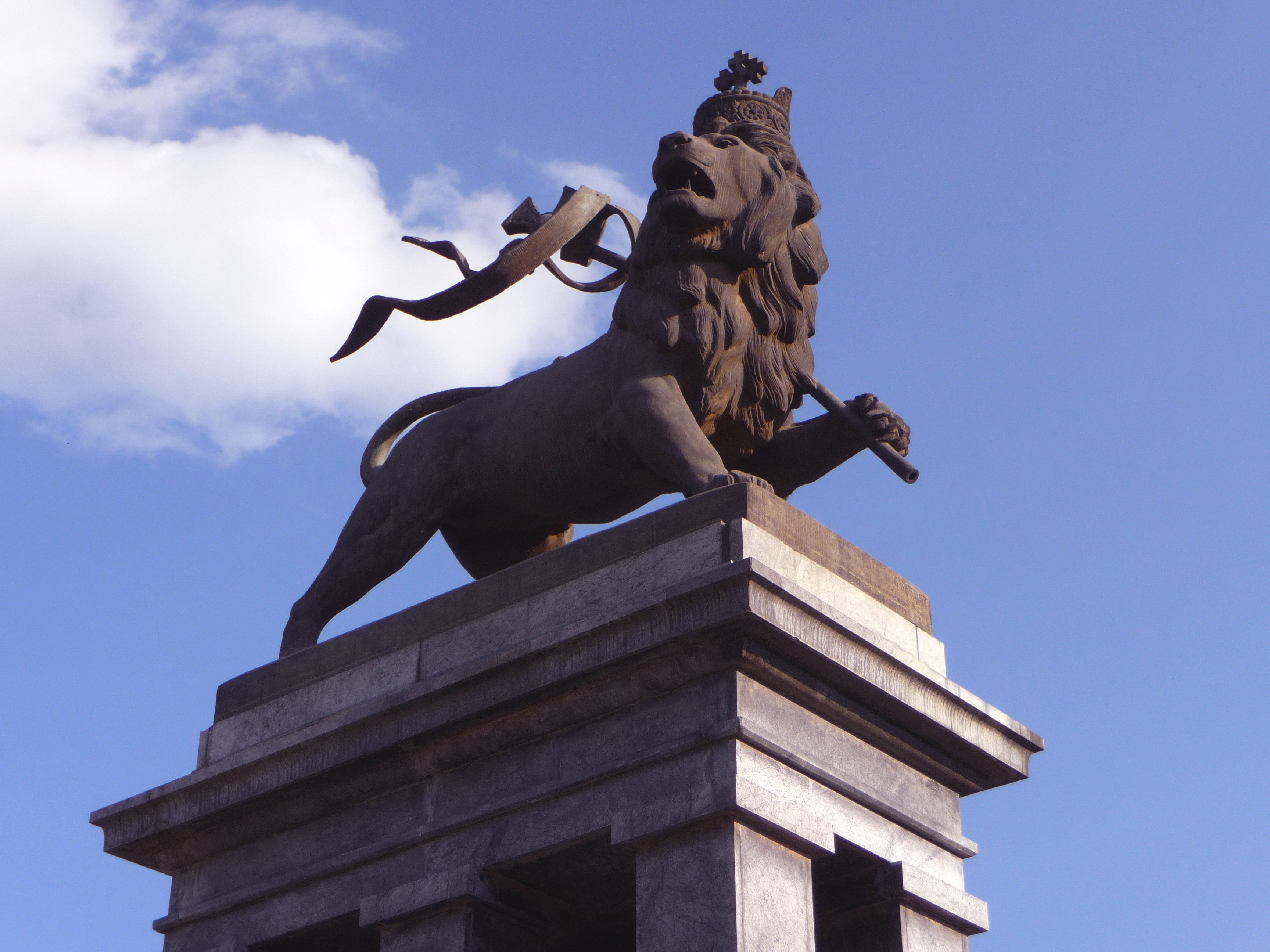
Статуя Льва Иуды в Аддис-Абебе.

Андреас Лендакис родился в 1935 году в столице Эфиопии Аддис-Абебе в семье греческих эмигрантов. Отец, Василис Лендакис, и мать, Эвангелия Нуару, были родом с греческого острова Карпатос. У четы было двое сыновей, Михалис (род. 1932), и Андреас (род. 1935). Также у Андреаса был сводный брат Элиас, сын Василиса Лендакиса и эфиопки Уэлете Мариам, представительницы народности оромо. Мать умерла через 3 года после рождения Андреаса.
Отец был известным в столице Эфиопии строителем и камнетёсом, строил крыло дворца императора Хайле Селассие I, принимал участие в возведении статуи Льва Иуды в Аддис-Абебе. Когда Андреасу было 9 лет, отец умер. Двух сирот приютила чета Кусумбесиса, то есть сестра матери, Евдокия.
Андреас хорошо учился в школе, несмотря на то что с 14 лет ему пришлось работать, после того как умер Кусумбесис.
Окончив с отличием греческую гимназию в 1953 году, получил стипендию греческой общины Эфиопии и был послан на учёбу в Афины.

### Студенческий активизм в Афинах
Андреас Лендакис поступил на философский факультет Афинского университета.
Лендакис сразу с головой окунулся в студенческую политическую жизнь, в результате, чего, по истечении первого года учёбы, его стипендия была прервана. Был секретарём Ассоциации студентов философского факультета и ведущим участником других студенческих организаций. В силу его активной политической деятельности, он был лишён греческого гражданства в течение 19 лет. (Только после падения диктатуры, в 1976 году, он вновь получил греческое гражданство.)
В период 1955—1958 он вступил и действовал в рядах подпольной прокоммунистической организации ЭПОН (Единая всегреческая организация молодёжи), основанной ещё в годы оккупации. В 1957 году был одним из главных организаторов I съезда Всестуденческого движения сотрудничества, представлявшего Коммунистическую партию Греции в университетах (затем был последним главным редактором её газеты накануне её роспуска диктатурой в 1967 году). С 1957 года ведёт отсчёт и его участие в международных студенческих форумах (Москва, Прага, Гавана, Лондон, Ташкент).
После роспуска ЭПОН в 1958 году Лендакис вступил в молодёжную организацию Единой демократической левой партии (ЭДА) и стал членом её Центрального совета.
Один из инициаторов Молодёжной лиги имени Бертрана Рассела за ядерное разоружение в 1962 году и организаторов запрещённых Марафонов мира. После убийства в 1963 году депутата ЭДА Григориса Ламбракиса Лендакис стал одним из основателей организации Демократическая молодёжь Ламбракиса. В тот же период он написал книгу «Неофашистские организации молодёжи», в которой были собраны доказательства их экстремистской деятельности. Эту книгу вместе с меморандумом о демократизации, призывающем к немедленному роспуску подобных организаций делегация организации во главе с Микисом Теодоракисом вручила Георгиосу Папандреу после победы того на выборах.
Во время июльских демонстраций 1965 года, Лендакис был одной из основных целей полицейского террора, был отдан приказ «нейтрализовать». На следующий день после убийства студента Сотириса Петруласа газеты вышли с заголовками «Петрулас, Лендакис — мертвы». Однако Лендакис был тяжело ранен, доставлен в больницу в критическом состоянии с разрывом селезёнки, но выжил. В феврале 1966 года он стал первым политическим заключённым-студентом, депортированным правительством Стефаноса Стефанопулоса под предлогом статуса «лица без гражданства» на острова Андрос и Милос. Он был освобождён в начале 1967 года.

### Сопротивление диктатуре «чёрных полковников»
С установлением в стране в апреле 1967 года военной диктатуры, Лендакис стал одним из организаторов Всегреческого антидиктаторского фронта («Патриотического Фронта», ΠΑΜ), через который действовала подпольная Коммунистическая партия Греции (Внутренняя). Был арестован в октябре 1967 года и подвергся пыткам в здании охранки по улице Бубулинас. Начались четыре года тюрем и ссылок.
Находившийся в соседней камере композитор Микис Теодоракис, будучи «свидетелем», этих пыток вскоре написал (музыку и стихи) цикл «Песни Андреаса».
В известной по сегодняшний день в Греции песне «Бойня», которую греческие школьники, почти всегда, исполняют 17 ноября, в юбилей Восстания Политехнического университета в 1974 году, есть такие стихи:
Бьют на террасе Андрея,
Считаю удары, боль считаю
За стенкой вновь отстукиваю
Ты тук-тук, я тук-тук, что значит
На этом языке немом
Держусь, держусь я храбрецом
В сердцах наших праздник
Ты тук-тук, я тук-тук
И стала бойня пахнуть чебрецом
После афинской тюрьмы он был сослан на остров Андрос, а затем на остров Милос, что дало ему возможность изучить историю Милоса и написать ряд книг, значительно обогативших историографию Милоса.
В дальнейшем был послан в афинскую тюрьму «Авероф» и тюрьму на острове Эгина, после чего был сослан на остров Лерос, а затем вновь в тюрьму, в Оропос.

### Политическая деятельность после диктатуры
После низложения военного режима (1974), Лендакису было возвращено греческое гражданство (1976). Он был вовлечён в парламентскую политическую жизнь. Стал одним из основателей новой ЭДА, разработал её декларацию, в 1977 году был избран председателем этой партии, которая, однако, к тому времени потеряла свой электорат в пользу социалистов и коммунистов.

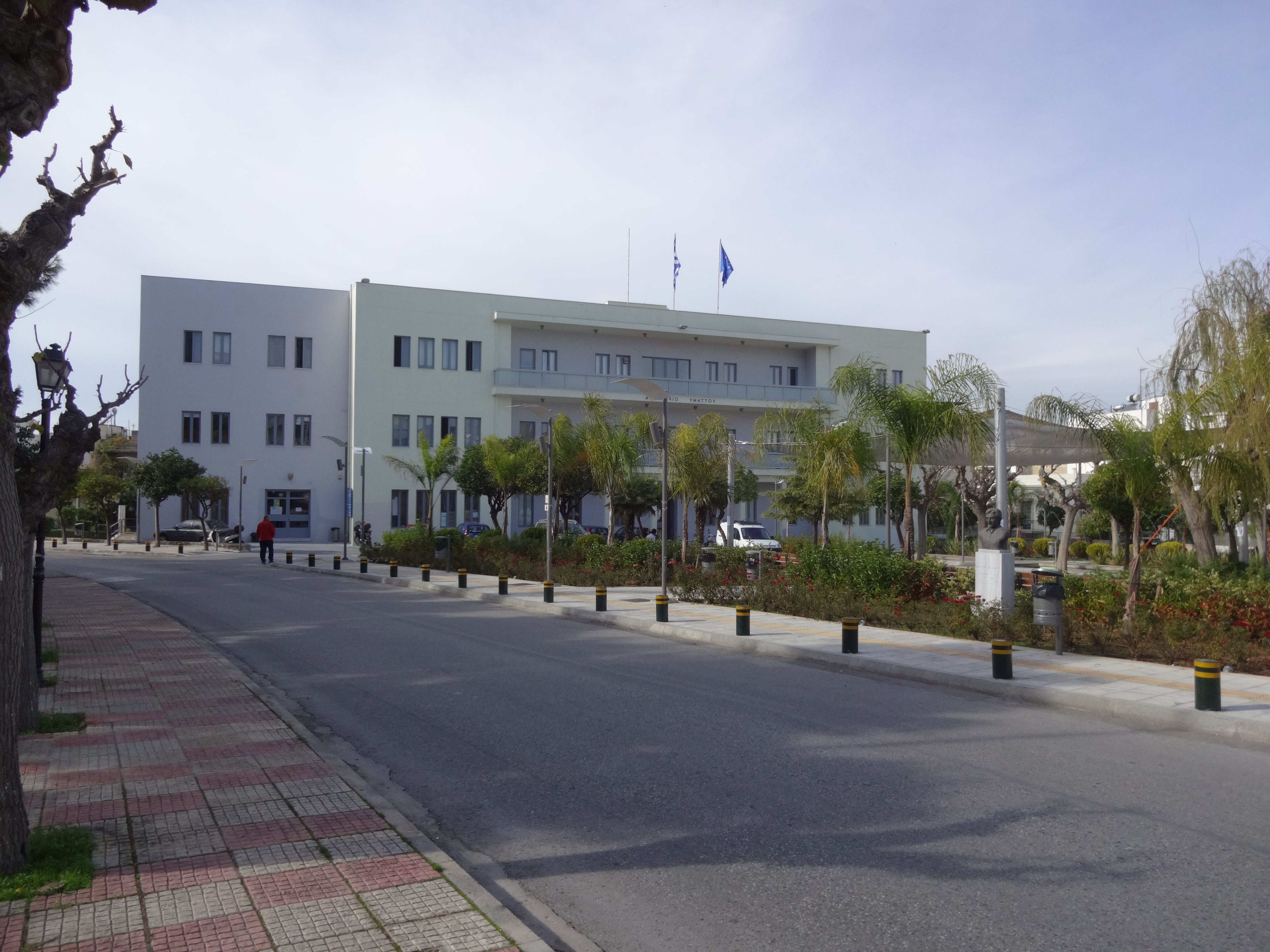
Здание (старого) муниципалитета Имиттоса и бюст Андреаса Лендакиса в сквере перед нисм

В следующем, 1978, году он был избран мэром афинского муниципалитета Имиттос, основанного в 20-е годы греческими беженцами из Малой Азии.
Мэром Имиттоса он был избран ещё 2 раза, в 1982 и 1986 годах. Показал себя новатором местного самоуправления, открыв в своём муниципалитете Свободный открытый университет, отечественные и зарубежные стипендии греческим студентам и киприотам, Социальную лаборатория местного самоуправления с целой сетью социологов, центры по уходу за пожилыми людьми и программу «Помощь/Уход на дому», программы медицинского обслуживания и целый ряд культурных инициатив (Скальный театр «Иммитос-Вирона», Первый фестиваль речи и искусства, музеи, муниципальные парки и т. д.). Затем представлял в течение четырех лет местное самоуправление Греции в Совете Европы, где он дважды избирался вице-президентом Комитета по культуре муниципалитетов Европы.
На парламентских выборах июня и ноября 1989, а затем 1990 года он был избран депутатом парламента от левой коалиции Синаспизмос, членом Исполнительного комитета которой он был. Однако он ушёл из этой политической силы в июле 1993, чтобы баллотироваться от новой правой партии Политическая весна (Πολιτική Άνοιξη). Он был избран депутатом парламента от партии в октябре 1993 года и был еёпарламентским представителем. Он был избран первым спикером Палаты с ноября 1993 года по август 1996 года. Внёс значительный вклад в институционализацию второго уровня местного самоуправления — префектуры. В октябре 1994 года он баллотировался на пост мэра Афин от блока «Право на жизнь».

### Научная и журналистская деятельность
Лендакис учился истории и археологии, в совершенстве владел 6 языками — кроме греческого, английским, французским, испанским, итальянским и эфиопским (амхарским). Вёл активную научную деятельность, читал лекции в университетах, выступал с докладами, докладами и выступлениями на научных конференциях, симпозиумах и семинарах по политике, истории, филологии и социальной антропологии. Он был глубоким знатоком древней греческой и латинской литературы.
Он написал большое число работ (в том числе более 30 книг исторического, археологического, литературоведческого, этнологического и политического характера) на разнообразную тематику: исследования о эротической жизни древних греков, о феминизме, марксизме, этнологии, иконописи и т. д.
Он был директором газеты «Греческие левые» (Ελληνική Αριστερά — 1976 по 1978).
Написал более 450 статей для греческого издания Большой Советской Энциклопедии и для энциклопедии «Идриа» (Υδρία).
Многочисленные статьи Лендакиса были опубликованы в газетах «Новости» (Νέα), «Свободная печать» (Ελευθεροτυπία), «Нация» (Έθνος), «Трибуна» (Βήμα), «Авги», «Ризоспастис», «Ежедневная» (Καθημερινή), «Свободная печать» (Αδέσμευτος Τύπος) и журналах «Обозрение искусств» (Επιθεώρηση Τέχνης), «Экономический почтальон» (Οικονομικός Ταχυδρόμος), «Археология» (Αρχαιολογία) и т.д.

## Память

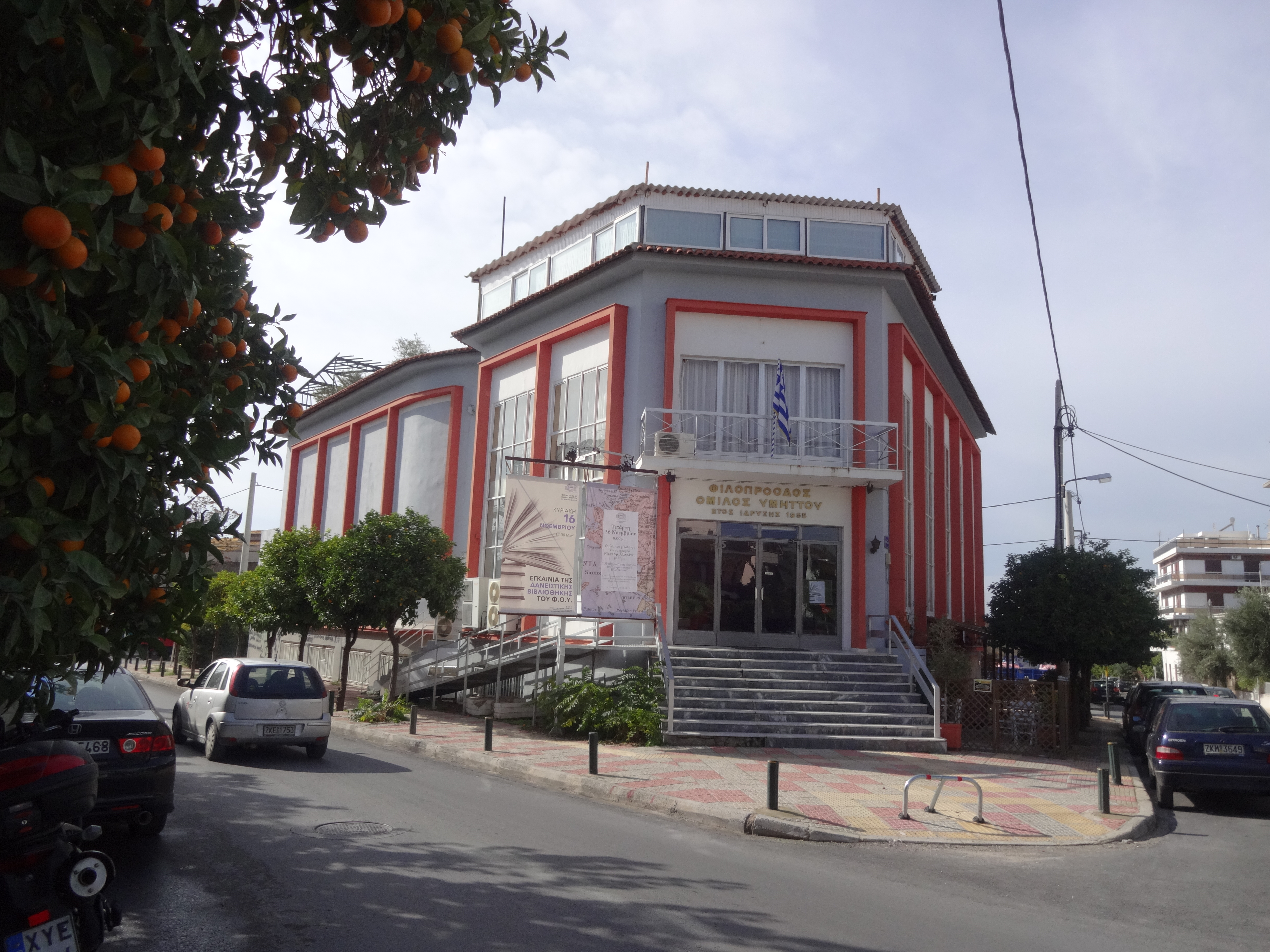
Культурный центр Имиттоса по улице Андреаса Лендакиса.

Андреас Лендакис умер 20 марта 1997 года от сердечной недостаточности.
Похоронен на Первом Афинском кладбище.
Бюст Андреаса Лендакиса установлен в сквере, напротив здания (бывшего) муниципалитета Имиттоса.
Культурный центр Имиттоса, которому Лендакис посвятил много своего времени и энергии, расположен на треугольнике, который образуют улицы Смирны, Амисоса и Андреаса Лендакиса.
В центре греческой столицы функционирует «Фонд культуры и просвещения Андреас Лендакис», которым руководит жена Лендакиса, Эфи.

## Работы[12]
- Неофашистские организации в молодёжи (Οι νεοφασιστικές οργανώσεις στη νεολαία, πρωτοεκδόθηκε το 1963 από τη ΔΚΝ ¨Γρηγόρης Λαμπράκης)
- Тотемизм, поэтический сборник (Τοτεμισμός, ποιητική συλλογή, Κέδρος, 1971. Δεύτερη γραφή Κέδρος, 1974)
- Разные тексты Милоса (Σύμμεικτα Μήλου, Μπουκουμάνης, 1973)
- Анакреонт и Анакреонтовы стихи, поэтическое переложение (Ανακρέων και Ανακρεόντεια (ποιητική μετάφραση), Καστανιώτης, 1974)
- Разрушение Милоса в 18-м веке (Η καταστροφή της Μήλου τον 18ο αιώνα, Αθήνα, 1974)
- Незаконные организации и 21 апреля (Παρακρατικές Οργανώσεις και 21η Απριλίου, βιβλίο-ντοκουμέντο, Καστανιώτης, 1975)
- Панагис Лекацас, Основатель этнологии в Греции (Παναγής Λεκατσάς, Θεμελιωτής της Εθνολογίας στην Ελλάδα, 1976
- Священники и иконописцы Эммауил и Антониос Скордилис (Οι ιερείς και αγιογράφοι Εμμανουήλ και Αντώνιος Σκορδίλης, Αθήνα, 1977)
- Иконописец священник Эммануил Скордилис и маниат пират Либеракис Геракарис (Ο αγιογράφος Εμμανουής Ιερεύς Σκορδίλης και ο Μανιάτης πειρατής, Λιμπεράκης Γερακάρης, Αθήνα 1979)
- Благородные Милоса (Το Αρχοντολόι της Μήλου και τα οικόσημά του, Αθήνα, 1983)
- Paterna-Paternis Materna-Maternis, пережиток коллективной собственности рода в пост-византийском праве (Paterna-Paternis Materna-Maternis, ένα κατάλοιπο της συλλογικής ιδιοκτησίας του γένους στο μεταβυζαντινό Δίκαιο, Αθήνα, 1985)
- Женщина и местное самоуправление (Γυναίκα και Τοπική Αυτοδιοίκηση, Αθήνα, 1986)
- Демократия и местное самоуправление (Δημοκρατία και Τοπική Αυτοδιοίκηση, Κοχλίας, 1986)
- Является ли женщина более низким существом, нежели мужчина ? Или, как создаётся женщина (Είναι η Γυναίκα κατώτερη από τον Άνδρα; Ή Πώς κατασκευάζεται η Γυναίκα, Δωρικός, 1986)
- Палатинская антология, переложение 500 стихов (Παλατινή Ανθολογία, ποιητική μετάφραση από τα αρχαία ελληνικά. Α΄ έκδοση Κέδρος, 1972, ανατυπώσεις Δωρικός, 1988)
- Всё ли сказал Маркс ? (Τα είπε όλα ο Μάρξ; Δωρικός 1990)
- Священная проституция (Ιερά Πορνεία, Δωρικός, 1990
- Роман Сладкопевец, Костас Варналис и мобилизованное искусство (Ρωμανός ο Μελωδός, Κώστας Βάρναλης και Στρατευμένη Τέχνη. Α΄ έκδοση Κέδρος, 1977, Δωρικός, 1991)
- Эрос в Древней Греции — том I: Эрос в религии или идеология эроса (Ο έρωτας στην αρχαία Ελλάδα — Τόμος Α΄:• Ο έρωτας στη θρησκεία ή Η ιδεολογία του έρωτα)
- Эрос в Древней Греции — том II: Период до патриархата (Τόμος Β΄ : Η περίοδος πριν από την πατριαρχία -
- Эрос в Древней Греции — том III: Проституция (Τόμος Γ΄ : Η πορνεία)
- Эрос в Древней Греции — том IV: Гетеры (Τόμος Δ΄ : Οι εταίρες, Καστανιώτης, 1997—1999)
- Теневое правительство и 21 апреля (Το Παρακράτος και η 21η Απριλίου, επανέκδοση Προσκήνιο, 2000)